# Liste des maires de Cesson
La liste des maires de Cesson présente la liste des maires de la commune française de Cesson, située dans le département de la Seine-et-Marne en région Île-de-France.

## La mairie

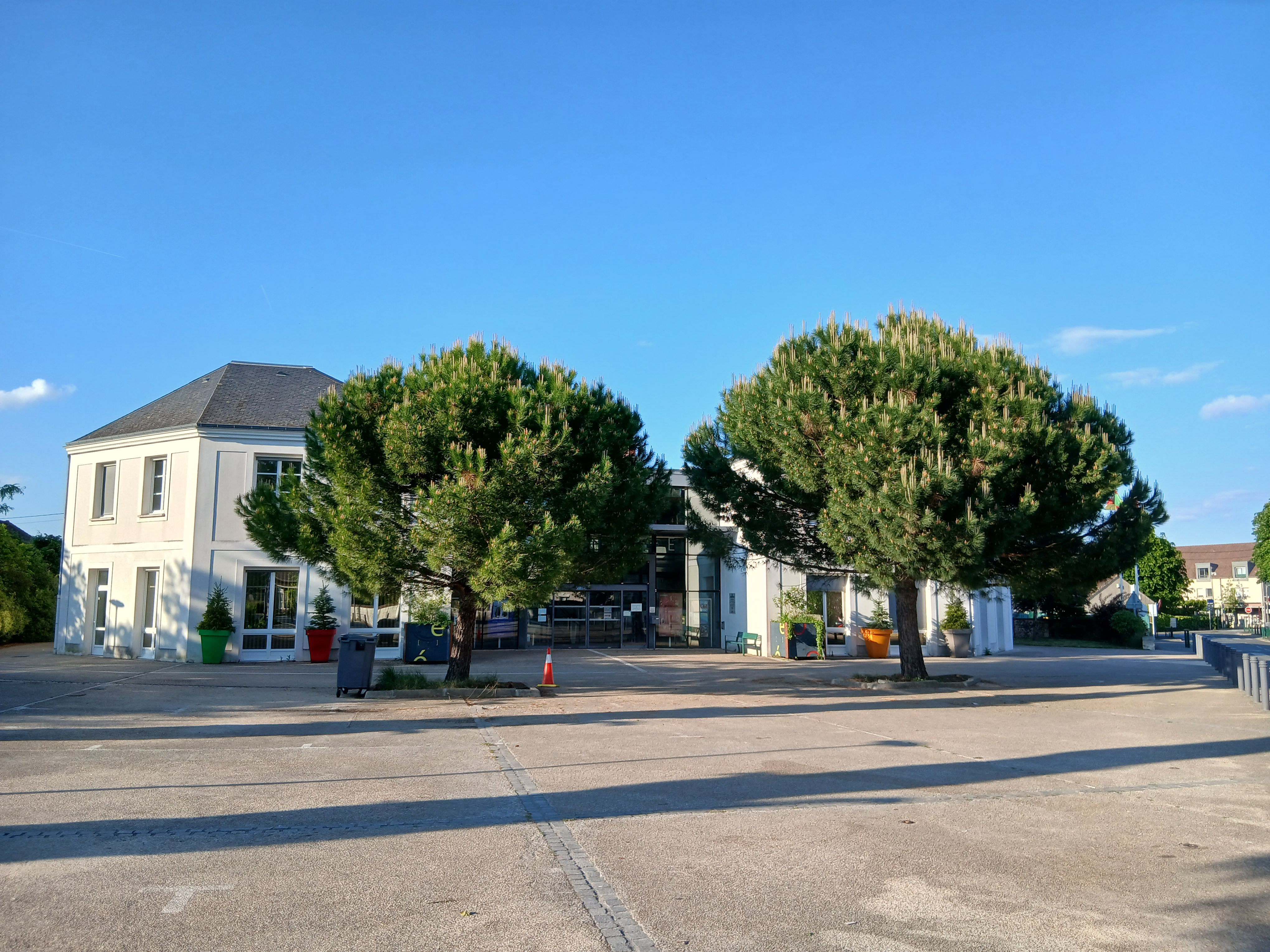
La mairie de Cesson en 2025.

### De 1790 à 1945
| Période              | Période | Identité                  | Étiquette  | Qualité                                                                                             |
| -------------------- | ------- | ------------------------- | ---------- | --------------------------------------------------------------------------------------------------- |
| juillet 1790         | 1791    | Nicolas Gautier           |            | Curé de Cesson                                                                                      |
| juillet 1791         | 1792    | Pierre-Joseph Guanilh     |            | Curé de Cesson                                                                                      |
| 1792                 | An II   | Silvin-Raphaël Chartrette |            | Tonnelier                                                                                           |
| ventôse An II        | An IV   | Joachim Richard           |            | Horloger                                                                                            |
| 27 brumaire An IV    | An VI   | Nicolas David             |            | Fermier                                                                                             |
| An VI                | An VIII | Jean-André Letellier      |            | Tuilier                                                                                             |
| 10 thermidor An VIII | 1808    | Jacques Rossignol         |            | Fermier                                                                                             |
| 1808                 | 1816    | Charles-Auguste Bardelle  |            | Charron                                                                                             |
| 1816                 | 1819    | André Jullemier           |            | Fermier                                                                                             |
| 1819                 | 1848    | Antoine Guittard          |            | Fermier                                                                                             |
| 1848                 | 1881    | Félix-Athanase Rabourdin  |            | Fermier                                                                                             |
| 1881                 | 1891    | Charles Rabourdin         |            | Fermier                                                                                             |
| 1891                 | 1905    | Jules Martin              |            | Propriétaire Conseiller d'arrondissement (1901 → 1919)                                              |
| 1905                 | 1909    | Firmin Mercier            |            | Propriétaire                                                                                        |
| 1909                 | 1929    | Henri Geoffroy            |            | Fermier                                                                                             |
| 1929                 | 1930    | Gonzalve Janisset         |            | Propriétaire                                                                                        |
| 1930                 | 1945    | René Piollet              | Droite-PSF | Industriel papetier, propriétaire du château de Saint-Leu Conseiller d'arrondissement (1931 → 1940) |

### Depuis 1945
| Période        | Période                      | Identité                     | Étiquette | Qualité                                                                             |
| -------------- | ---------------------------- | ---------------------------- | --------- | ----------------------------------------------------------------------------------- |
| 1945           | 1952                         | Maurice Creuzet              |           | Retraité                                                                            |
| 1952           | mars 1965                    | Auguste Michaud              |           | Cultivateur retraité                                                                |
| mars 1965      | mars 1971                    | Michel Robert                |           | Agent SNCF                                                                          |
| mars 1971      | 1971                         | Georges Deplagne (1946-2007) |           | Démissionnaire                                                                      |
| 1971           | 1992                         | Albert Bendelé (1927-2022)   | DVD       | Horticulteur et pépiniériste Démissionnaire                                         |
| 1992           | 9 mars 2008                  | Christian Didion             | DVD       | Ingénieur IBM Suppléant du député UMP Jean-Claude Mignon (2002 → 2007)              |
| 9 mars 2008    | 7 avril 2010                 | Jean-Marc Brûlé              | LV        | Cadre supérieur Conseiller régional d'Île-de-France (2004 → 2015) Démissionnaire    |
| 2 juillet 2010 | En cours (au 7 juillet 2020) | Olivier Chaplet              | DVD       | Cadre commercial Élu lors d'une élection municipale partielle Réélu en 2014 et 2020 |